# Castianeira antinorii
Castianeira antinorii is een spinnensoort uit de familie van de loopspinnen (Corinnidae).
De wetenschappelijke naam van de soort werd in 1880 als Tylophora antinorii gepubliceerd door Pietro Pavesi.